# Adolf Hühnlein
Adolf Hühnlein (Neustädtlein, 12 settembre 1881 – Monaco di Baviera, 18 giugno 1942) è stato un politico e militare tedesco; fu Korpsführer (capo di corpo) del NSKK dal 1933 fino alla sua morte.

## Biografia
Hühnlein nacque a Eustädtlein ora Eckersdorf nel Distretto dell'Alta Franconia, figlio di un insegnante. Si sposò con Paula (nata Däumling) nel 1906 e con questa ebbe tre figli, uno dei quali morto durante l'infanzia. Durante la prima guerra mondiale servì nell'Esercito imperiale tedesco, dove raggiunse il grado di maggiore. Fu decorato con la Croce di Ferro di I e II Classe. Dopo la guerra, fu un comandante di compagnia nel Freikorps Epp dal 1919 al 1920. Ebbe il suo primo incontro con Adolf Hitler nel 1919 durante un discorso di quest'ultimo nelle baracche della Guardia bavarese. Fu anche membro del Bund Reichskriegsflagge di Ernst Röhm un'organizzazione di impronta nazionalista e anti-semita.
Fu coinvolto nel Putsch di Monaco il fallito tentativo di Hitler per prendere il potere avvenuto a Monaco di Baviera nel 1923. Dal 1923 al 1924 fu imprigionato a Stadelheim, Neudeck e nella Prigione di Landsberg. Nel marzo 1924 fu espulso dalla Reichswehr, e fu condannato a sei mesi di carcere a Landsberg per il suo ruolo nel fallito putsch. Nel carcere si riunì a Hitler e ad altri suoi commiltoni. Questo evento gli permise di scalare i vertici del partito nazista dopo la sua scarcerazione. Nel 1930 si iscrisse al Partito Nazionalsocialista Tedesco dei Lavoratori ed entro a far parte delle Sturmabteilung (SA), dove venne promosso nel 1927 al rango di Obergruppenführer (generale di corpo d'armata) da Rohm. In seguito fu nominato comandante della sezione motorizzata delle SA.
Hühnlein fu in seguito nominato comandante del NSAK (Corpo motorizzato nazionalsocialista), che serviva da corpo motorizzato delle SA. Fu lui a suggerire di cambiare nome in NSKK. Tale nome fu ufficialmente adottato il 1º maggio 1931. Tale organizzazione era una forza paramilitare con il suo sistema di gradi ed era la più piccola organizzazione del Partito Nazionalsocialista. Sotto la sua leadership l'NSKK crebbe rapidamente fino a raggiungere 30.000 uomini nell'aprile 1933 fino a crescere ulteriormente a 350.000 uomini nel settembre 1933, dopo aver assorbito tutti i corpi automobilistici privati della Germania. Al 1939 l'NSKK aveva raggiunto 500.000 uomini.
Il principale scopo dell'organizzazione era di insegnare ai suoi membri l'utilizzo dei veicoli a motore, e per fungere da servizio di trasporto per i più alti dirigenti delle SA. Per entrare nell'organizzazione era necessario partecipare a diverse gare. Hühnlein stesso era solito consegnare i trofei ai vincitori delle gare. Il più famoso pilota che ebbe contatto con Hühnlein fu Bernd Rosemeyer, che era alla guida di un'Auto Union Type C. Dal 1935 l'NSKK iniziò anche a svolgere compiti di addestramento per i carristi e gli autisti della Wehrmacht. Grazie al suo apporto il generale Heinz Guderian fu in grado di garantire l'addestramento dei futuri carristi e autisti della Wehrmacht, dal 1933 al 1939 furono addestrati più di 187.000 uomini.
Hühnlein fu a capo del NSKK dal 30 aprile 1933 alla sua morte avvenuta a Monaco di Baviera il 18 giugno 1942. Fu decorato postumo con la più alta decorazione del partito nazista l'Ordine Teutonico il 22 giugno 1942.